# Bougoumbarga
Bougoumbarga est une commune rurale située dans le département de Béré de la province du Zoundwéogo dans la région Centre-Sud au Burkina Faso.

## Géographie
Bougoumbarga est situé à environ 9 km au nord-est de Béré.

## Santé et éducation
Le centre de soins le plus proche de Bougoumbarga est le centre de santé et de promotion sociale (CSPS) de Sidtenga tandis que le centre médical (CMA) le plus proche se trouve à Manga.